# Полуостров Сомнения
Полуостров Сомне́ния — полуостров в Пенжинской губе на севере Охотского моря в Камчатском крае.

## География
На севере омывается заливом Мелководный и отделяет его от Пенжинской губы на юге. В восточной части полуострова находится одноимённый мыс, который вместе с мысом Китовый (Клиновый) на  полуострове Елистратова образует вход в залив шириной 4 километра. В 1,2 километрах северо-восточнее полуострова в заливе расположен безымянный островок. В 3—4 километрах юго-западнее — остров Третий, а западнее — безымянный островок и бухта Причальная.
Средняя величина прилива у полуострова — 8 метров. Высочайшая точка — безымянная гора высотой 373 метра.